# Colatura di alici

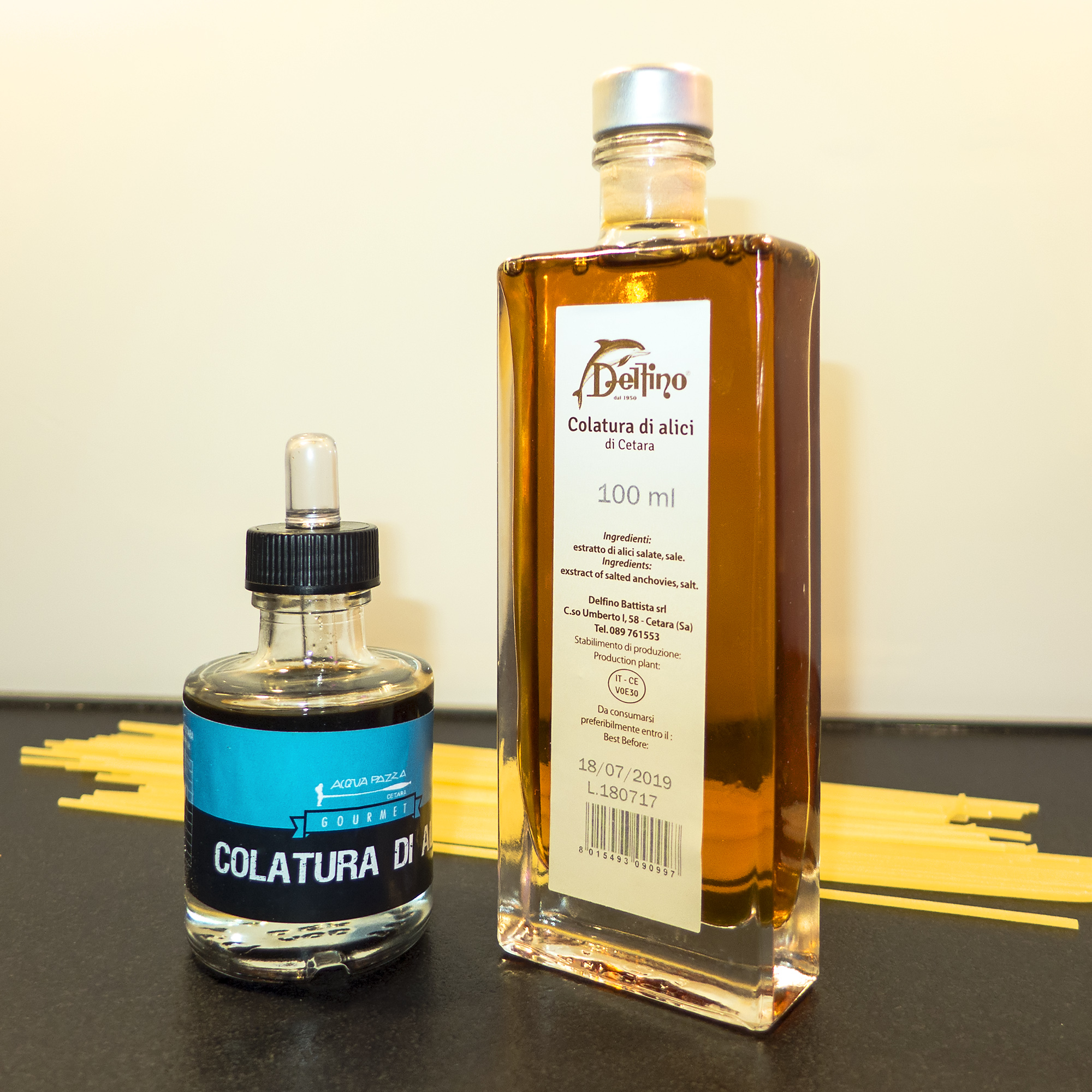
Colatura di alici.

La Colatura di alici es una salsa italiana originaria del pueblo de Cetara, en la región de Campania. Es transparente y de color ámbar, y se produce fermentando las anchoas en un proceso parecido a la salmuera. El pescado utilizado en la producción de la salsa proviene del mar frente a la Costa Amalfitana y se pesca en el periodo entre el 25 de marzo (Día de la Anunciación) y el 22 de julio (Fiesta de María Magdalena).

## Historia
El origen de la Colatura di alici se remonta a la antigua Roma: en la época se producía una salsa similar, llamada "garum" y ampliamente utilizada. La receta fue recuperada en el Medioevo por un grupo de monjes, quienes cada agosto preparaban anchoas en salmuera en barriles de madera, dejando caer las gotas de líquido por las grietas de los barriles. Este proceso se difundió en toda la región y fue perfeccionado durante las siguientes décadas. Una forma común de emplear este condimento es preparando un plato llamado Spaghetti con la colatura di alici, empleando una pequeña cantidad de salsa con espagueti, ajo y aceite de oliva mezclados en crudo.